# BADR-6
BADR-6 (vormals Arabsat-4C) ist ein ehemaliger Telekommunikationssatellit der Arab Satellite Communications Organization (ARABSAT).

## Geschichte
Er diente als Ersatz des bei einem Fehlstart verloren gegangenen Satelliten Arabsat-4A und wurde deshalb anfangs als Arabsat-4C bezeichnet. Der auf Basis des Satellitenbusses Eurostar E2000+ gebaute Satellit war der dritte von Astrium für den Betreiber ARABSAT mit Sitz im saudi-arabischen Riad hergestellte Satellit. Der entsprechende Vertrag wurde im Juni 2006 geschlossen und der Satellit nach der Montage in Toulouse im März 2008 nach Kourou geliefert. Der Start des Satelliten erfolgte mit einer Ariane 5 ECA am 7. Juli 2008 um 21:47 UTC vom Centre Spatial Guyanais zusammen mit dem Kommunikationssatelliten ProtoStar 1. Er wurde auf der Position 26° Ost ausgesetzt.

## Aufbau und Empfang
BADR-6 wog 3346 Kilogramm, war mit 24 Ku-Band- und 20 C-Band-Transpondern ausgestattet und versorgte die arabische Welt und benachbarte Staaten mit Direktrundfunk und Breitband-Internetverbindungen. Zusätzlich verfügte er über ausreichende Zusatzkapazität, um den erwarteten Anstieg der Nachfrage nach hochauflösenden Fernsehsignalen im HDTV-Standard auszugleichen. Er besaß eine Größe von 2,9 × 1,75 × 2,5 Metern und seine Solarzellenflächen eine Spannweite von 32 Metern. Diese lieferten zu Beginn der Mission eine Leistung von 7,8 Kilowatt.

## Ausfall
Am 6. Januar 2023 erlitt der Satellit gegen 20:30 MEZ einen Totalausfall. Die geschätzte Lebensdauer von 12 Jahren wurde somit um drei Jahre überschritten.